# Long Island (Maine)
Long Island ist eine Town im Cumberland County des Bundesstaates Maine in den Vereinigten Staaten. Im Jahr 2020 lebten dort 234 Einwohner in 409 Haushalten, in den Vereinigten Staaten werden zu den Haushalten auch Ferienwohnungen, Zweithaushalte usw. mitgezählt, auf einer Fläche von 86,8 km².

## Geografie
Nach den Angaben des United States Census Bureaus hat Long Island eine Fläche von 86,8 km², wovon 3,7 km² aus Land und 83,1 km² aus Gewässern bestehen.

### Geografische Lage
Die Town Long Island befindet sich auf der Insel Long Island in der Casco Bay, im Atlantischen Ozean. Long Island ist eine von 15 Inseln Maines, die das komplette Jahr bewohnt sind. Zum Gebiet der Town gehören noch einige weitere, kleinere unbewohnte Inseln. Die Town ist nur per Schiff oder Fähre erreichbar.

### Nachbargemeinden
Alle Entfernungen sind als Luftlinien zwischen den offiziellen Koordinaten der Orte aus der Volkszählung 2010 angegeben.
- Norden: Yarmouth, 4,2 km
- Nordosten: Chebeague Island, 8,5 km
- Osten: Cliff Island Teil von Portland, 3,8 km
- Südwesten: Peaks Island Teil von Portland, 3,8 km
- Südwesten: Great Diamond Island Teil von Portland, 3,8 km
- Westen: Falmouth, 13,8 km
- Nordwesten: Cumberland, 11,5 km

### Stadtgliederung
Auf Long Island gibt es zwei Siedlungsbereiche: Long Island und Mariner mit dem ehemaligen Postamt.

### Klima
Die mittlere Durchschnittstemperatur auf Long Island liegt zwischen −6,1 °C (21° Fahrenheit) im Januar und 20,6 °C (69° Fahrenheit) im Juli. Damit ist der Ort gegenüber dem langjährigen Mittel der USA um etwa 9 Grad kühler. Die Schneefälle zwischen Oktober und Mai liegen mit bis zu zweieinhalb Metern mehr als doppelt so hoch wie die mittlere Schneehöhe in den USA; die tägliche Sonnenscheindauer liegt am unteren Rand des Wertespektrums der USA.

## Geschichte
Die Town Long Island ist die jüngste Town in Main. Sie wurde mit der Loslösung von Portland am 1. Juli 1993 gegründet. Davor wurde zuletzt im Jahr 1925 eine Town gegründet. Long Island ist nur per Fähre in 45-minütiger Fahrt bzw. Boot erreichbar.
Long Island wurde wie die anderen Inseln in der Casco Bay durch europäische Siedler im 17. Jahrhundert besiedelt. Zuvor lebten dort Indianer vom Stamm der Abenaki. Colonel Ezekiel Cushing kaufte die Insel im Jahre 1732 und somit ist er der erste bekannte Siedler, der sich auf Long Island niedergelassen hat. Nach seinem Tod im Jahr 1765 vermachte er die Insel seinen neun Kindern. Bald darauf kamen auch andere Siedler auf die Insel. Im Zweiten Weltkrieg diente Long Island als Tanklager für die US Navy. Versorgungsstationen und Armeegebäude wurden auf der Insel gebaut. Viele dieser Gebäude stehen noch immer auf der Insel.
Als die Town Portland, zu der Long Island gehörte Anfang der 1990er Jahre die Gebühren und Steuern auf Long Island verdreifachte, beschlossen die Bewohner, sich von Portland unabhängig zu machen. Die Town Long Island wurde am 1. Juli 1993 gegründet.

### Einwohnerentwicklung
| Volkszählungsergebnisse – Town of Long Island, Maine | Volkszählungsergebnisse – Town of Long Island, Maine | Volkszählungsergebnisse – Town of Long Island, Maine | Volkszählungsergebnisse – Town of Long Island, Maine | Volkszählungsergebnisse – Town of Long Island, Maine | Volkszählungsergebnisse – Town of Long Island, Maine | Volkszählungsergebnisse – Town of Long Island, Maine | Volkszählungsergebnisse – Town of Long Island, Maine | Volkszählungsergebnisse – Town of Long Island, Maine | Volkszählungsergebnisse – Town of Long Island, Maine | Volkszählungsergebnisse – Town of Long Island, Maine |
| Jahr                                                 | 2000                                                 | 2010                                                 | 2020                                                 | 2030                                                 | 2040                                                 | 2050                                                 | 2060                                                 | 2070                                                 | 2080                                                 | 2090                                                 |
| ---------------------------------------------------- | ---------------------------------------------------- | ---------------------------------------------------- | ---------------------------------------------------- | ---------------------------------------------------- | ---------------------------------------------------- | ---------------------------------------------------- | ---------------------------------------------------- | ---------------------------------------------------- | ---------------------------------------------------- | ---------------------------------------------------- |
| Einwohner                                            | 202                                                  | 230                                                  | 234                                                  |                                                      |                                                      |                                                      |                                                      |                                                      |                                                      |                                                      |

## Wirtschaft und Infrastruktur

### Verkehr
Long Island ist nur per Schiff oder Fähre erreichbar. Per Fähre ist Long Island auch mit Chebeague Island, Cliff Island und Great Diamond Island verbunden.

### Öffentliche Einrichtungen
Auf Long Island gibt es keine medizinische Einrichtungen. Krankenhäuser finden sich in Portland, Falmouth und Westbrook.
Long Island besitzt eine eigene Bibliothek, die Long Island Community Library.
Weitere Infrastruktureinrichtungen neben der Gemeindeverwaltung sind eine Kunstgalerie, Feuerwehr und Rettungsabteilung. Es gibt ein Postamt, zwei Läden und ein Gasthaus.

### Bildung
Auf Long Island befindet sich die Long Island Elementary School mit Klassen von Kindergarten bis zum 5. Schuljahr. Diese Schule wird von 13 Schulkindern besucht und zwei Lehrerinnen betreut.  Einige Schulkinder besuchen Schulen in Portland.